# Hamdi Harbaoui
Hamdi Harbaoui (ur. 5 stycznia 1985 w Bizercie) – tunezyjski piłkarz, który występował na pozycji napastnika. W latach 2012–2017 reprezentant Tunezji. Uczestnik Pucharu Narodów Afryki 2013.

## Kariera klubowa
Swoją karierę piłkarską Harbaoui rozpoczął w klubie Espérance Tunis. W 2003 roku zadebiutował w jego barwach w pierwszej lidze tunezyjskiej. W CS Sfaxien grał do końca 2007 roku. Wraz z tym klubem wywalczył mistrzostwo Tunezji w latach 2004 i 2006 oraz zdobył Puchar Zdobywców Pucharów Afryki Północnej (2008), Arabski Puchar Mistrzów (2009) i Puchar Tunezji (2006, 2007 i 2008).
W 2008 roku Harbaoui wyjechał do Belgii i w rundzie wiosennej sezonu 2007/2008 grał w Excelsiorze Mouscron. Latem 2008 przeszedł do trzecioligowego CS Visé. Występował w nim przez dwa sezony. Z kolei w sezonie 2010/2011 był zawodnikiem Oud-Heverlee Leuven, z którym wywalczył awans z drugiej do pierwszej ligi.
W 2011 roku Harbaoui został zawodnikiem KSC Lokeren. Zadebiutował w nim 7 sierpnia 2011 w przegranym 1:3 wyjazdowym meczu ze Standardem Liège. Z kolei 24 września 2011 w wyjazdowym meczu z KV Mechelen (2:0) strzelił swojego pierwszego gola w belgijskiej ekstraklasie. W sezonie 2013/2014 został królem strzelców belgijskiej ligi.
W 2014 Harbaoui przeszedł do Qatar SC, a w 2015 wrócił do Lokeren. W 2016 przeszedł do Udinese Calcio, jednak po trzech miesiącach pobytu w nim wrócił do Belgii i został zawodnikiem RSC Anderlecht. W sezonie 2016/2017 był wypożyczony do Royal Charleroi, a Anderlecht wywalczył wówczas mistrzostwo kraju. W 2018 roku przeszedł do SV Zulte Waregem. W latach 2019–2020 grał w Al-Arabi SC, a w 2021 roku był zawodnikiem Royal Excel Mouscron.
| Sezon   | Klub                 | Kraj    | Rozgrywki     | Mecze | Bramki |
| ------- | -------------------- | ------- | ------------- | ----- | ------ |
| 2003/04 | Espérance Tunis      | Tunezja | CLP-1         | ?     | ?      |
| 2004/05 | Espérance Tunis      | Tunezja | CLP-1         | ?     | ?      |
| 2005/06 | Espérance Tunis      | Tunezja | CLP-1         | 4     | 0      |
| 2006/07 | Espérance Tunis      | Tunezja | CLP-1         | 8     | 1      |
| 2007/08 | Espérance Tunis      | Tunezja | CLP-1         | ?     | ?      |
| 2007/08 | Excelsior Mouscron   | Belgia  | Eerste klasse | 6     | 0      |
| 2008/09 | CS Visé              | Belgia  | Derde klasse  | 25    | 19     |
| 2009/10 | CS Visé              | Belgia  | Derde klasse  | 25    | 16     |
| 2010/11 | Oud-Heverlee Leuven  | Belgia  | Tweede klasse | 33    | 24     |
| 2011/12 | KSC Lokeren          | Belgia  | Eerste klasse | 27    | 12     |
| 2012/13 | KSC Lokeren          | Belgia  | Eerste klasse | 37    | 12     |
| 2013/14 | KSC Lokeren          | Belgia  | Eerste klasse | 36    | 22     |
| 2014/15 | KSC Lokeren          | Belgia  | Eerste klasse | 1     | 0      |
| 2014/15 | Qatar SC             | Katar   | Q-League      | 24    | 21     |
| 2015/16 | Qatar SC             | Katar   | Q-League      | 4     | 0      |
| 2015/16 | KSC Lokeren          | Belgia  | Eerste klasse | 16    | 12     |
| 2016/17 | Udinese Calcio       | Włochy  | Serie A       | 0     | 0      |
| 2016/17 | RSC Anderlecht       | Belgia  | Eerste klasse | 8     | 1      |
| 2016/17 | Royal Charleroi      | Belgia  | Eerste klasse | 14    | 4      |
| 2017/18 | RSC Anderlecht       | Belgia  | Eerste klasse | 11    | 3      |
| 2017/18 | SV Zulte Waregem     | Belgia  | Eerste klasse | 15    | 19     |
| 2018/19 | SV Zulte Waregem     | Belgia  | Eerste klasse | 35    | 25     |
| 2019/20 | Al-Arabi SC          | Katar   | Q League      | 19    | 10     |
| 2020/21 | Al-Arabi SC          | Katar   | Q League      | 4     | 1      |
| 2020/21 | Royal Excel Mouscron | Belgia  | Eerste klasse | 10    | 2      |

## Kariera reprezentacyjna
W reprezentacji Tunezji Harbaoui zadebiutował w 2012 roku. W 2013 roku został powołany do kadry na Puchar Narodów Afryki 2013.